# Haganj
 Haganj  falu Horvátországban Zágráb megyében. Közigazgatásilag Gradechez tartozik.

## Fekvése
Zágrábtól 48 km-re északkeletre, községközpontjától  8 km-re keletre, a Vrbovecről Kőrösre menő út mentén, a megye északkeleti részén fekszik.

## Története
Népiskoláját 1902-ben építették, 1963-tól a gradeci.alapiskola négyosztályos alsó tagozataként működött.
A településnek 1857-ben 384, 1910-ben 598 lakosa volt. Trianonig Belovár-Kőrös vármegye Belovári járásához tartozott. 2001-ben 534 lakosa volt.

## Lakosság
| Lakosság változása | Lakosság változása | Lakosság változása | Lakosság változása | Lakosság változása | Lakosság változása | Lakosság változása | Lakosság változása | Lakosság változása | Lakosság változása | Lakosság változása | Lakosság változása | Lakosság változása | Lakosság változása | Lakosság változása |  |
| ------------------ | ------------------ | ------------------ | ------------------ | ------------------ | ------------------ | ------------------ | ------------------ | ------------------ | ------------------ | ------------------ | ------------------ | ------------------ | ------------------ | ------------------ |  |
| 1857               | 1869               | 1880               | 1890               | 1900               | 1910               | 1921               | 1931               | 1948               | 1953               | 1961               | 1971               | 1981               | 1991               | 2001               |  |
| 384                | 407                | 429                | 497                | 583                | 598                | 508                | 618                | 601                | 600                | 616                | 566                | 531                | 506                | 534                |  |

## Nevezetességei
Szent Flórián tiszteletére szentelt kápolnája.